# Chrysometa pecki
Chrysometa pecki är en spindelart som beskrevs av Claude Lévi 1986. Chrysometa pecki ingår i släktet Chrysometa och familjen käkspindlar.
Artens utbredningsområde är Jamaica. Inga underarter finns listade i Catalogue of Life.